# Reação de Gewald
A reação de Gewald é uma reação orgânica envolvendo a condensação de uma cetona (ou aldeído quando R2 = H) com um α-cianoéster na presença de enxofre elementar e uma base para formar um 2-amino-tiofeno polissubstituído. 

## Mecanismo de reação
O mecanismo de reação da reação de Gewald foi elucidado somente em 1996. O primeiro passo é uma condensação de Knoevenagel entre a cetona (1) e o α-cianoéster (2) produzindo o intermediário estável 3. O mecanismo da adição do enxofre é ainda desconhecido. Supõe-se que ocorre através do intermediário 4.  Ciclização e tautomerização produzem o produto desejado (6).
Irradiação de microondas tem se mostrado benéfica ao rendimento e tempo de reação.

## Variações
Em uma variação da reação de Gewald o 3-acetil-2-aminotiofeno é sintetizado a partir de um ditiano [um aduto de enxofre e acetona (R = CH3)] e o sal de sódio da cianoacetona que por si só é muito instável : 